# Réseau express régional
Pour les articles homonymes, voir RER.
Ne doit pas être confondu avec Service express métropolitain.
Un réseau express régional (RER) est un réseau ferré de transport en commun desservant une région fortement urbanisée.

## Caractéristiques

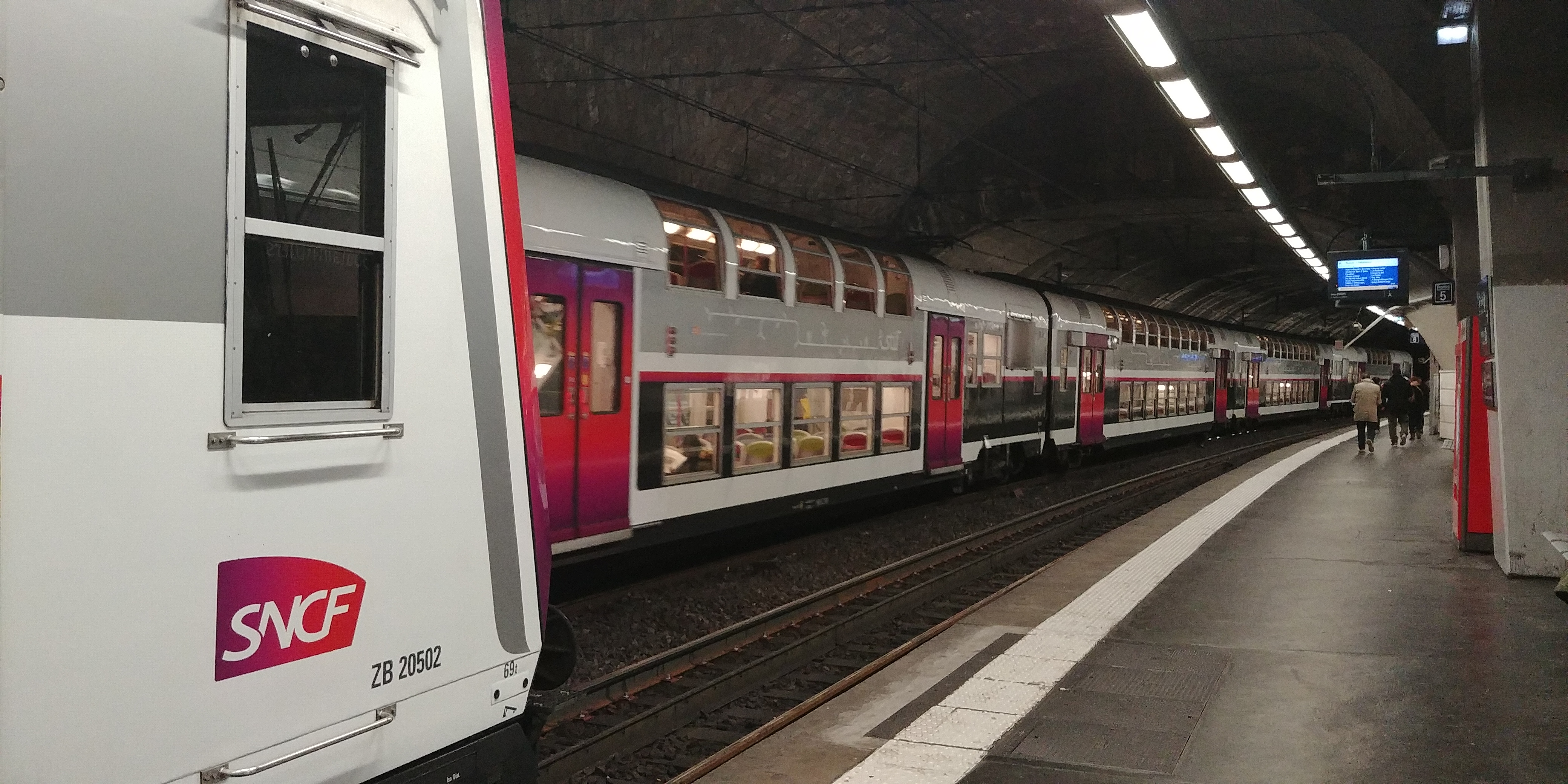
Le Réseau express régional d'Île-de-France, à Paris.

Il se compose le plus souvent de lignes de chemin de fer reliant une ville à sa banlieue. Certains tronçons sont parfois souterrains.
Toutefois, le concept d'origine en France est celui du Réseau express régional d'Île-de-France qui consiste en une connexion passant par le centre-ville et les gares terminales, afin de s'affranchir des limitations de retournement des trains et de mieux diffuser les correspondances avec les autres lignes et les autres réseaux.
En plus d'un transport express régional classique il se caractérise par :
- des horaires cadencés et denses,
- des stations rapprochées,
- une tarification particulière (et le plus souvent unifiée avec les autres moyens de transport),
- une bonne interconnexion avec les autres moyens de transport (bus, tramway...),
- parfois un réseau ferré qui lui est propre (en majeure partie),
- la traversée du centre-ville en tunnel pour les villes étant dans le besoin d'un tunnel mais pas obligatoire comme on peut le constater en Suisse.
- la traversée du centre-ville sans rupture de charge.

## En France
Le 27 novembre 2022, le président de la République Emmanuel Macron annonce dans une vidéo vouloir développer une dizaine de « RER métropolitains » dans les grandes agglomérations françaises sans toutefois citer lesquelles pourraient en bénéficier. Treize milliards d'euros pourraient être débloqués pour financer ces RER ainsi qu'une autre enveloppe pour régénérer un nombre important de lignes ferroviaires. En tout, plusieurs dizaines de milliards d'euros pourraient être débloqués pour le ferroviaire début 2023 selon le ministre de la Transition écologique.

### Actuel
- le réseau express régional d'Île-de-France (dit « RER ») ;
- le réseau express régional franco-valdo-genevois (dit « Léman Express ») ;
- le réseau express régional strasbourgeois (dit « REME ») : ligne Saverne-Sélestat de type « RER » uniquement ;
- le réseau ferroviaire de Toulouse : Ligne Arènes - Colomiers (ex ligne C) et quatre lignes TER uniquement ;
- le tram-train de Nantes : lignes Nantes-Clisson et Nantes-Châteaubriand ;
- le tram-train de l'Ouest lyonnais : lignes Lyon-Brignais et Lyon - Saint-Bel.

### En construction
- le réseau express régional métropolitain de Bordeaux : ligne 41 Arcachon-Libourne de type « RER » uniquement ;
- le réseau express régional trinational de Bâle : ligne TER Bâle-Mulhouse ;
- le réseau express régional lyonnais ;
- le réseau express régional toulonnais.

### En projet
- le réseau express Hauts-de-France (en projet)
- le réseau express régional toulousain (en projet)
- autres réseaux en projet (services express métropolitains) : Aix-Marseille, Grenoble, Nice (Côte d’Azur), Rennes[4]

## En Europe

### Allemagne
Le S-Bahn [ɛs.baːn] (abréviation du mot germanophone Stadtschnellbahn, [ˈʃtatˈʃnɛlˌbaːn] « train express urbain » (simplifié en Schnellbahn [ˈʃnɛlˌbaːn], « train express ») est un réseau express régional (RER) en Allemagne, en Autriche, en Belgique et en Suisse alémanique, ou un réseau express métropolitain.
En plus d'un transport express régional classique il se caractérise par : 
- des horaires cadencés et denses ;
- des stations rapprochées ;
- une tarification particulière (le plus souvent unifiée avec les autres moyens de transport) ;
- une bonne interconnexion avec les autres moyens de transport (bus, tramway…) ;
- parfois un réseau ferré qui lui est propre (en majeure partie) ;
- la traversée du centre-ville en tunnel (dans beaucoup de réseaux).

### Autriche
Le S-Bahn [ɛs.baːn] (abréviation du mot germanophone Stadtschnellbahn, [ˈʃtatˈʃnɛlˌbaːn] « train express urbain » (simplifié en Schnellbahn [ˈʃnɛlˌbaːn], « train express ») est un réseau express régional (RER) en Allemagne, en Autriche, en Belgique et en Suisse alémanique, ou un réseau express métropolitain.
En plus d'un transport express régional classique il se caractérise par : 
- des horaires cadencés et denses ;
- des stations rapprochées ;
- une tarification particulière (le plus souvent unifiée avec les autres moyens de transport) ;
- une bonne interconnexion avec les autres moyens de transport (bus, tramway…) ;
- parfois un réseau ferré qui lui est propre (en majeure partie) ;
- la traversée du centre-ville en tunnel (dans beaucoup de réseaux).

### Belgique
Depuis décembre 2015, la SNCB exploite un réseau de train dans et autour de la région bruxelloise, appelé trains suburbains (ou "trains S"). Un marketing adapté aux déplacements sub-urbains a été mis en place depuis 2015. La SNCB a également créé en septembre 2018 une telle offre autour des villes d'Anvers, Charleroi, Gand et Liège.
- Réseau sub-urbain anversois
- Réseau sub-urbain bruxellois
- Réseau sub-urbain carolorégien
- Réseau sub-urbain gantois
- Réseau sub-urbain liégeois

### Danemark
- le S-tog de Copenhague

### Espagne
- Cercanías Madrid
- Rodalies de Catalunya
- FGC - Catalogne
- Cercanías Valencia
- Cercanias Malaga
- Cercanías Sevilla
- Cercanías Saint-Sébastien

### Grèce
- le Proastiakós grec dans les régions métropolitaines d’Athènes, Corinthe, Larissa et Thessalonique
- le Train de banlieue de Patras

### Irlande
- le DART, à Dublin

### Italie
- Service ferroviaire suburbain (Linee S), à Milan
- Service ferroviaire métropolitain (SFM), à Turin
- Service ferroviaire suburbain, à Rome
- le Service ferroviaire métropolitain, à Naples
- le Service ferroviaire métropolitain, à Bari
- le Service ferroviaire métropolitain, à Palerme

### Pologne
- les Trains urbains rapides de Varsovie

### Royaume-Uni

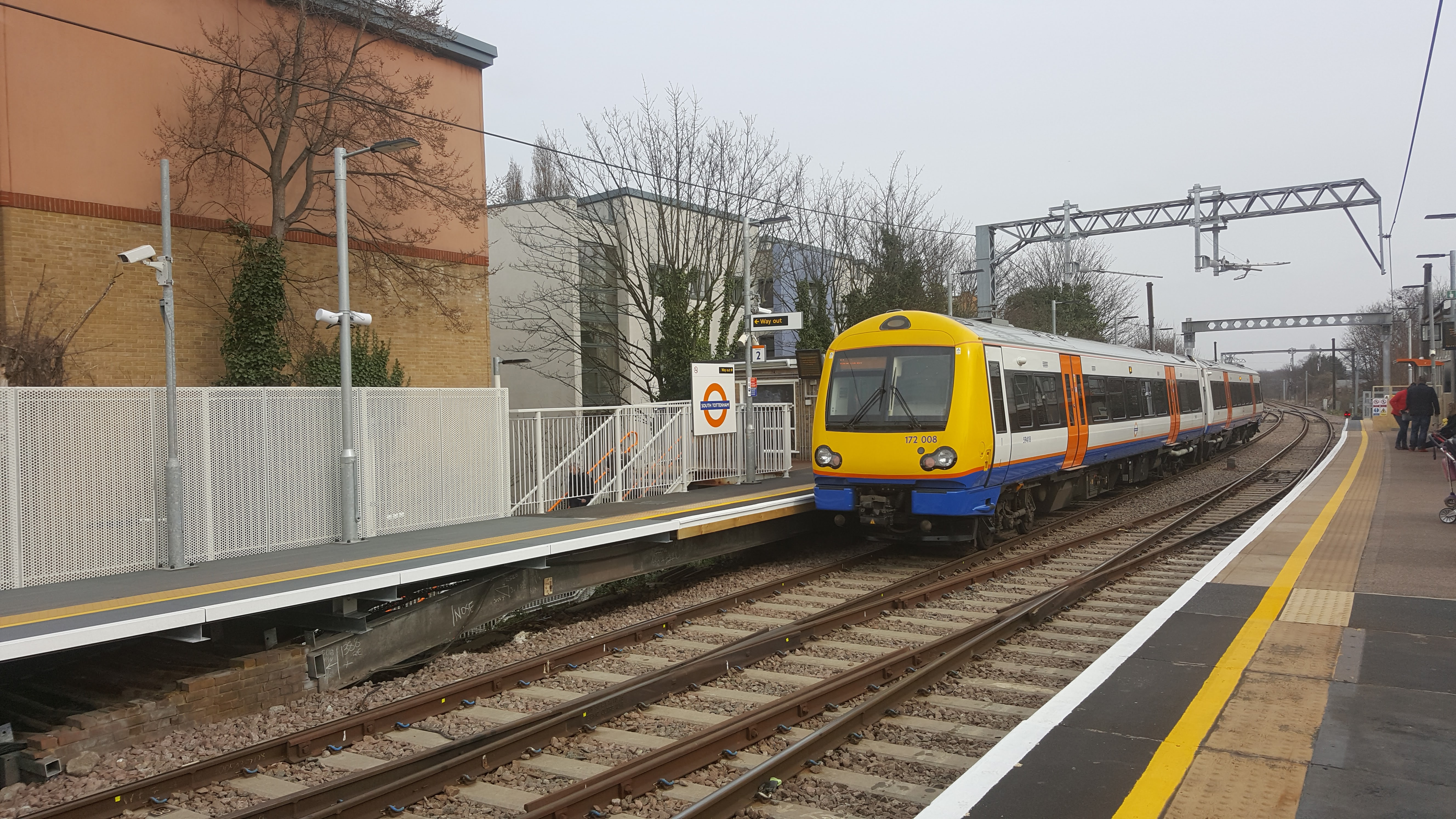
Le London Overground à Londres.

- le London Overground et l'Elizabeth line, à Londres
- Thameslink

### Russie
- les Diamètres centraux de Moscou et le réseau express régional de Nijni Novgorod

### Suède
- les Trains de banlieue de Stockholm, à Stockholm

### Suisse
- RER trinational de Bâle
- Réseau express régional Coirien
- Réseau express régional bernois
- Réseau express régional fribourgeois
- Réseau express régional saint-gallois
- Réseau express régional vaudois
- Réseau express régional zurichois
- Léman Express (ex Rhône Express Régional)

## En Amérique du Nord

### Canada
- les Trains de banlieue de Montréal, Canada
- les trains de banlieue de GO Transit à la région métropolitaine de Toronto, Canada (voir aussi : GO Transit Regional Express Rail (en))

### États-Unis d'Amérique

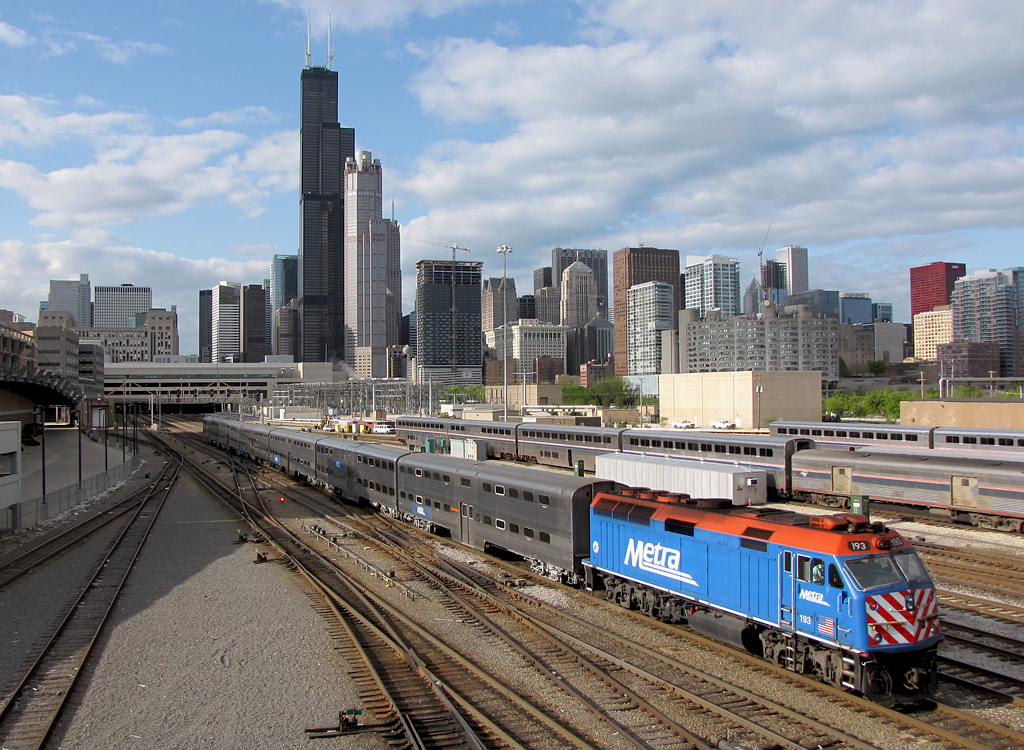
Un train Metra quittant le centre de Chicago.

- le Metra à Chicago.

### Mexique
- le Ferrocarril Suburbano de la Zona Metropolitana del Valle de México à Mexico.

## En Amérique du Sud

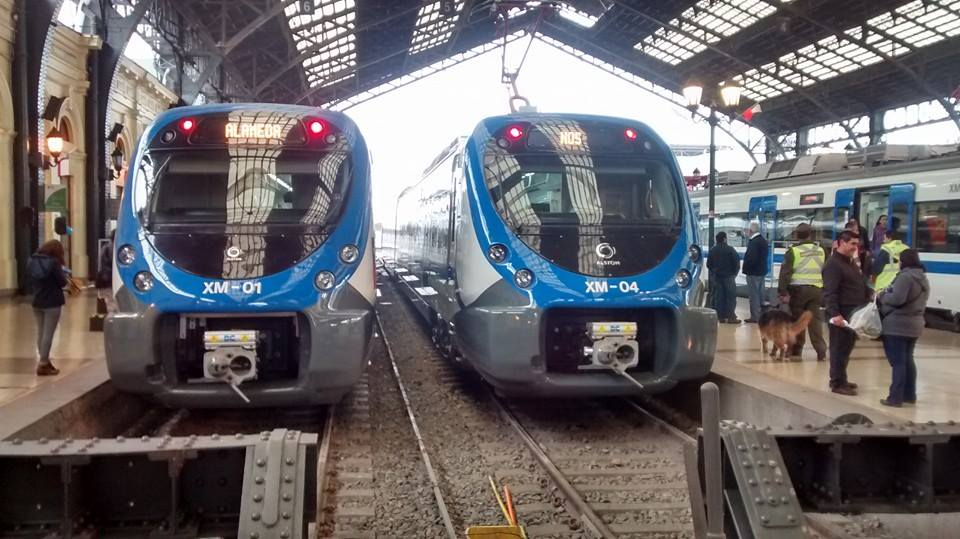
Trains de la ligne Tren Nos-Estación central à Santiago.

### Chili
- Les lignes Tren Nos-Estación Central (es) et Tren Rancagua-Estación Central (es), autour de Santiago
- La ligne de Métro de Valparaíso (qui n'est pas un métro mais bien un train suburbain)
- Le Biotren à Concepción
- La ligne Victoria-Temuco (es)

## En Afrique

### Algérie
- le réseau express régional algérois
- le train régional oranais
- le train régional constantinois
- le train régional d'Annabi

### Kenya
- les trains de banlieue de Nairobi

### Maroc
- le Al Bidaoui à Casablanca.
- le réseau express régional de Rabat-Salé-Kenitra (en projet)

### Sénégal
- le train express régional de Dakar

### Guinée
- le Conakry Express, à Conakry.

### Tunisie
- le Réseau ferroviaire rapide de Tunis

### Afrique du Sud
- le Gautrain dans la région urbaine de Johannesbourg / Pretoria.
- le Réseau des trains de l'agglomération du Cap

## En Océanie

### Australie
- le train de banlieue de Sydney
- le train de banlieue de Melbourne
- le train de banlieue de Perth
- le train de banlieue d'Adélaïde
- le train de banlieue de Brisbane

### Nouvelle-Zélande
- le train de banlieue de Wellington
- le train de banlieue d'Auckland

## En Asie

### Indonésie
- le KA Commuter Jabodetabek à Jakarta.

### Malaisie
- le KTM Komuter à Kuala Lumpur.

### Turquie
- les réseaux de trains de banlieue (banliyö trenlerı) en Turquie à Ankara, İzmir et Istanbul.